# Wiprecht III. von Groitzsch
Wiprecht III. von Groitzsch, der Jüngere (um 1088; † 27. Januar 1116) war der älteste Sohn des Grafen Wiprecht II. von Groitzsch.
Als Wiprecht III. 1110 versuchte, seinen Onkel Bořivoj II. wieder als böhmischen Herzog einzusetzen, fiel er selbst bei Heinrich V. in Ungnade und wurde zusammen mit Bořivoj auf Burg Hammerstein am Rhein festgesetzt. Gegen Rückgabe der Gaue Nisani und Budissin sowie der Herrschaften Leisnig und Morungen kaufte sein Vater ihn wieder frei.
1116, auf der Flucht vor Heinrich V., wurde er von seinem Onkel, dem Magdeburger Erzbischof Adalgot, abgewiesen und fand Unterschlupf bei Dedo von Krosigk.